# ビショーネ

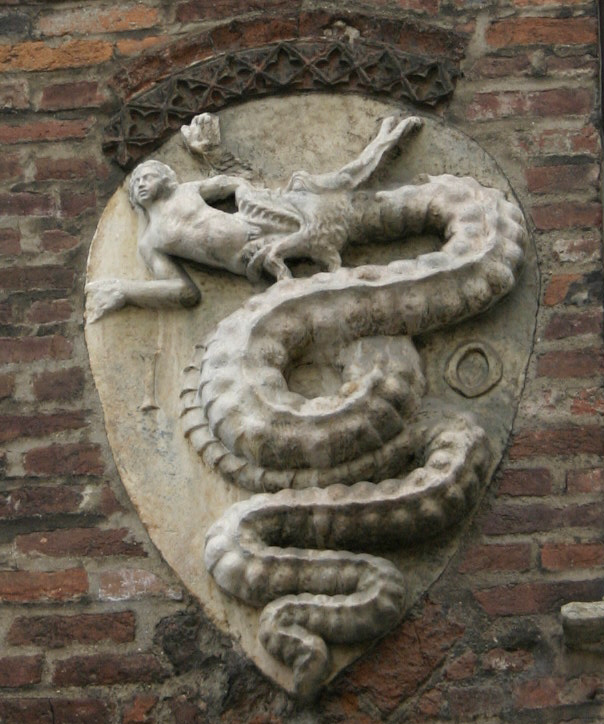
ヴィスコンティ家の紋章。「I」と「O」に注目。

ビショーネまたはビッシオーネ（biscione）は、ミラノのヴィスコンティ家の紋章である人を飲み込む蛇。
ヴィスコンティ家の先祖が森に住む人食い大蛇を退治した、あるいは彼らの先祖が十字軍遠征の際に戦って倒したイスラム教徒がつけていた紋章であるとも言われている。
ビショーネはヴィスコンティ家の支配するミラノ公国の国章にも取り入れられ、ミラノのシンボルのひとつになっている。ミラノ発祥の自動車メーカー、アルファロメオではこの蛇とミラノの市章である白地に赤の十字「聖ゲオルギウス十字」を組み合わせたシンボルマークを使用している。